# Bila, Giurgiu
Bila este un sat în comuna Schitu din județul Giurgiu, Muntenia, România.
Bulgarii s-au mutat în sat mai ales în perioada 1806-1814, din regiunea Beala Slatina și Vrața. Potrivit lui Gustav Weigand, bulgarii basarabeni s-au stabilit în sat în 1822 . În perioada 1910-1920, satul era pur bulgar și în el locuiau 1150 de bulgari. 